# Cinema 4D
Cinema 4D is een softwarepakket van de Duitse ontwikkelaar Maxon voor het maken van 3D-computergraphics en 3D-computeranimaties. De naam is afkomstig van de drie ruimtelijke dimensies plus de tijddimensie (animatie) waarmee wordt gewerkt.
Het is een van de professionele allround softwarepakketten (zoals ook 3D Studio Max, Maya, XSI, LightWave en Blender). Cinema 4D was een van de eerste softwarepakketten die beschikbaar waren voor 64 bit-Windows en voor Macs met Intel chips.
De software is gebruikt voor populaire films als Ice Age, The Polar Express, Open Season, Monster House en SpongeBob.

## Modules
Om de mogelijkheden uit te breiden, zijn voor Cinema 4D diverse uitbreidingspakketten (modules) beschikbaar, waaronder:
- Advanced Render (simulatie van onder meer de hemel)
- BodyPaint 3D
- Dynamics
- HAIR (simulatie van onder meer haar, vacht en gras)
- MOCCA (karakteranimatie en simulatie van stoffen)
- MoGraph
- NET Render
- PyroCluster (volumetrische effecten zoals rook en vuur)
- Sketch and Toon (hulpmiddelen voor onder meer Cel shading)
- Thinking Particles (deeltjeseffecten)

## Geschiedenis
Christian en Philip Losch wonnen in 1990 een wedstrijd van het tijdschrift Kickstart met hun ray-tracer. Dat was de start van de ontwikkeling van het programma.
| Versie          | Besturingssysteem            | Jaar | Nieuwigheden |
| --------------- | ---------------------------- | ---- | --- |
| FastRay         | Amiga                        | 1991 | Eerste uitgave. |
| Cinema 4D V1    | Amiga                        | 1993 | |
| Cinema 4D V2    | Amiga                        | 1994 | |
| Cinema 4D V3    | Amiga                        | 1995 | Er worden plannen gemaakt om Cinema 4D geschikt te maken voor het PC-platform. Een nieuw team van programmeurs begint met de ontwikkeling van een volledig nieuwe softwarearchitectuur die onafhankelijk is van het besturingssysteem.                                                                                            |
| Cinema 4D V4    | Windows, Alpha NT, Macintosh | 1996 | De eerste multiprocessorversie van Cinema 4D is beschikbaar. |
| Cinema 4D XL V5 | Windows, Alpha NT, Macintosh | 1997 | Er wordt begonnen aan de ontwikkeling van een productieversie. De nieuwste technologieën worden geïntegreerd. |
| Cinema 4D SE V5 | Windows, Alpha NT, Macintosh | 1998 | |
| Cinema 4D GO V5 | Windows, Alpha NT, Macintosh | 1999 | Cinema 4D NET wordt geïntroduceerd. |
| Cinema 4D XL V6 | Windows, Alpha NT, Macintosh | 2000 | BodyPaint 3D wordt beschikbaar gesteld als een geïntegreerde versie voor Cinema 4D en een autonome versie voor andere 3D-pakketten. |
| Cinema 4D XL R7 | Windows, Alpha NT, Macintosh | 2001 | Cinema 4D ART en de PyroCluster- en Dynamicsmodules worden geïntroduceerd. Maxon integreert het shader-set Smells like Almonds van bhodiNUT. |
| Cinema 4D R8    | Windows, Alpha NT, Macintosh | 2002 | Introductie van een modulair systeem. De nieuwe modules zijn Advanced Render, PyroCluster, MOCCA en Thinking Particles. |
| Cinema 4D R8.5  | Mac, Windows                 | 2003 | BodyPaint 3D R2 en de module Sketch and Toon worden geïntroduceerd. |
| Cinema 4D R9    | Mac, Windows                 | 2004 | |
| Cinema 4D R9.5  | Mac, Windows                 | 2005 | De HAIR-module wordt geïntroduceerd. |
| Cinema 4D R9.6  | Mac, Windows                 | 2006 | De MoGraph-module wordt geïntroduceerd. |
| Cinema 4D R10.0 | Mac, Windows                 | 2006 | BodyPaint 3D geïntegreerd in Cinema 4D. |
| Cinema 4D R10.1 | Mac, Windows                 | 2007 | Bugs die gebruikers hadden gemeld, zijn in deze versie opgelost. Cinema 4D wordt de eerste professionele 3D-graphics-toepassing die beschikbaar is als Universal Binary voor Apples nieuwe Macs met Intel Core Duo, Core 2 Duo en Xeon (zelfs nog voordat Apple zelf Universal Binary-versies van zijn eigen software uitbrengt). |
| Cinema 4D R11.0 | Mac, Windows                 | 2008 | De vernieuwingen bestaan onder meer uit een verbeterde render engine, welke een stuk sneller is dan die in voorgaande versies, en 64 bitondersteuning voor Mac. |
| Cinema 4D R11.5 | Mac, Windows                 | 2009 | Cinema 4D-versie R11.5 wordt uitgebracht samen met Bodypaint 3D R4.5 |